# A csontok összeköttetései
Az egyes csontok önálló szerveknek tekinthetők, amelyek megfelelően összekapcsolódva adják a szervezet szilárd, de ugyanakkor a szükséges mozgékonyságot is lehetővé tévő vázát. A csontok összeköttetései lehetnek folytonosak, vagy megszakított összeköttetések. A csontrendszernek nem csak a szervezet szilárd vázának alkotásában és fontos szervek és szervrendszerek (központi idegrendszer, mellkasi szervek, nagy- és kismedencei, és részben a hasűri szervek,  az emésztő és a légzőrendszer felső szakasza, a látás, a szaglás, valamint a hallás-és egyensúlyozás érzékszervei) védelmében van szerepe, de a szivacsos csontok tartalmazzák a vérképző szervet, a vörös csontvelőt. A hosszú csöves csontokban lévő sárga csontvelő (zsírvelő) tartalék tápanyagként szolgál. A csont állományában lévő kalcium, foszfor és egyéb ásványi anyagok pedig a szervezet működésében fontos szerepet játszó ezen fontos anyagok tárolásához, és vérszintjük szabályozásához járulnak hozzá. A csontokat alakilag hosszú csöves, rövid csöves, lapos, légtartalmú, és szabálytalan, vagy köbös csoportokba sorolják.

## A folytonos összeköttetések
A folytonos összeköttetések esetén a szomszédos csontok közötti teret valamilyen szövet teljesen, résmentesen kitölti. Az így összekapcsolódott csontok egymáshoz viszonyított elmozdulásai korlátozottak, vagy teljesen hiányoznak (pl. a synostosisban). Ugyanakkor ezen összeköttetések jelentős része bizonyos elmozdulást lehetővé tesz a szomszédos csontok között, ami hozzájárul a csontvázrendszer rugalmasságához.  Részben fennmaradásuk, másrészt rugalmasságuk az életkorral előnytelenül változik. (Így egyesek nem is tekinthetők állandó anatómiai képződménynek.

## A folytonos összeköttetések típusai
A folytonos összeköttetéseket azon szövetek alapján osztályozzák, hogy milyen típusú az összeköttetést biztosító szövet.

### Acsontosösszeköttetés
A csontszövet által biztosított folytonos összeköttetés (synostosis), ami általában a fiatalabb korban még porc-, vagy kötőszövettel elválasztott csontrészek összecsontosodásával jön létre, pl. medencecsont, a koponyavarratok elcsontosodása, vagy az eredetileg porcszövettel összekapcsolt ék-ék nyakszirtcsont összecsontosodása egységes alapi csonttá.

### Aporcszövetesösszeköttetés

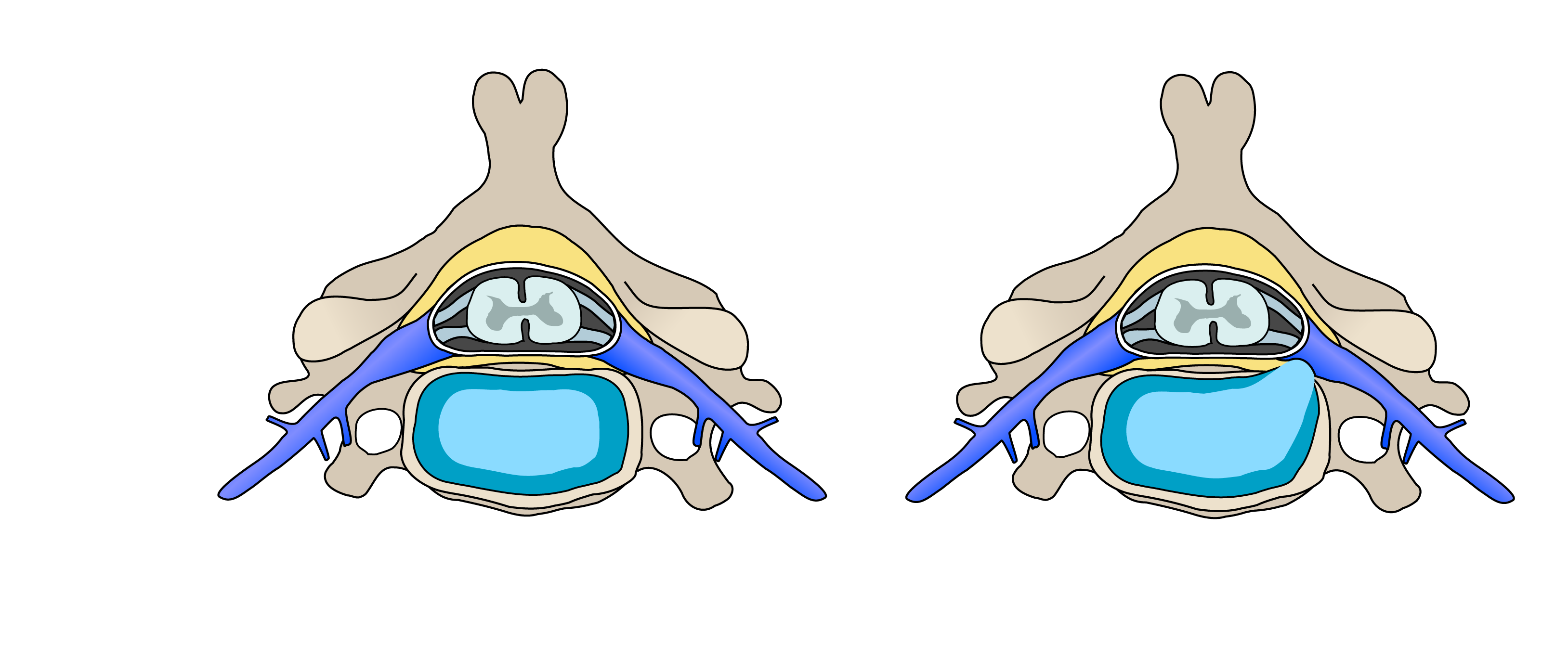
Baloldalt egy ép, jobboldalt egy sérves porckorong.

A porcszövet által biztosított kapcsolatok (synchondrosis) rugalmasabb jellegűek és elsősorban nyomási terheléseknek kitett helyeken találhatók. Erre a legnyilvánvalóbb példa a csigolyatestek közötti porckorongok (discus intervertebralis).
A porckorongok egy külső rostos gyűrűből és az ezáltal körbezárt belső kocsonyás állományból állnak. A külső rostos gyűrű elvékonyodhat vagy átszakadhat, ilyenkor itt a belső kocsonyás állomány kitüremkedhet, ez a porckorongsérv (discus hernia). A kitüremkedett rész nyomást gyakorolhat a gerincvelői gyökökre, vagy magára a gerincvelőre. Súlyos kisugárzó fájdalommal, esetleg bénulásokkal járhat.

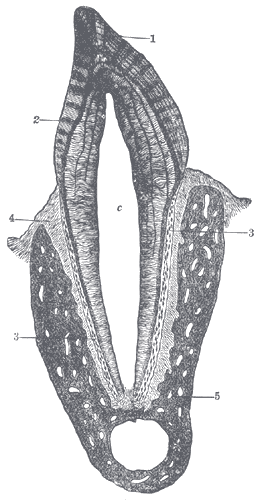
Beékelődés (gomphosis).

### Akötőszövetesösszeköttetés
A csontok kötőszövetes összeköttetése (syndesmosis) legjellemzőbb példájának a koponyavarratokat (sutura) szokás tekinteni, de ide sorolhatók a csontok közötti kötőszövetes szalagok (syndesmosis ligamentosa) is, amelyek lehetnek fehér (főleg rugalmatlan, kollagén rostokból álló) szalagok, vagy sárga, sok rugalmas rostot tartalmazó rugalmas szalagok. Ez utóbbiak csak a gerincnél, a csigolyaíveket összekötő szalagokként fordulnak elő (emberben). A szalagos összeköttetések, a húzó erőhatásoknak kitett helyeken találhatók. A kötőszövetes összeköttetésnek sajátos formája a foggyökerek és a fogmedrek kapcsolata: ez a beékelődés (gomphposis).

## Megszakított összeköttetések, ízületek.

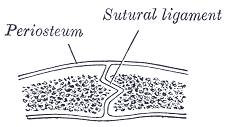
Varrat.

Az emberi test és a végtagjainak sokrétű mozgásait az ízületek teszik lehetővé. Az ízületében a találkozó csontvégek a csontok ízületi végeinek geometriája által meghatározott jellegű, de normális esetben szinte súrlódásmentes elmozdulásra képesek egymáshoz képest. Az ízületek általános felépítését tekintve az ízületi végeket sima felszínű ízületi porc borítja, amelyek sima elmozdulását egy sajátos „kenőanyag” (synovia) az ízületi folyadék segíti elő. A két ízesülő felszín között van az ízületi rés, ill. üreg (cavum articulare). Az ízületeket egy zárt ízületi tok (capsula articuris) veszi körül, amelynek belső rétege az ízületi folyadékot termeli (membrana syovialis), külső rétege rostos kötőszövet (membrana fibrosa), amelynek védelmi és mechanikai szerepe van. Ebbe beleszőve, vagy ettől külön kötőszövetes kötegek ízületi szalagok; (ligamentum articulare) is segítik az ízesülő csontvégek mozgékony, de mechanikailag biztonságos összetartását. (Az ízületek egy részénél, ilyen pl. vállízület, ehhez a környező izmok is jelentős mértékben hozzájárulnak.) Az ízületeket képező csontvégeken általában megkülönböztetnek egy bemélyedtebb ízületi árkot (fossa articularis), és az ebbe beilleszkedő domborúbb ízületi fejet (caput articulare). (Bonyolultabb ízületekben (pl. térd) a két ízesülő vég geometriai összeillésének hiányát belső, mozgékony, sarló alakú rostporcos képződmények (meniscus) küszöbölik ki. A térdízület bonyolult szerkezete és általában nagy és változatos terhelése miatt annyira fogékony a sportsérülésekre.)

## Az ízületek típusai
Az ízületeket általában annak alapján soroljuk be, hogy hány tengely mentén képesek elmozdulásokat végezni.

### Feszes ízületek
Vannak ízületek, amelyek tényleges mozgásra alkalmatlanok, mert ízületi felszíneik szabálytalanok, szalagkészülékük pedig igen feszes (feszes ízületek). Ilyen pl. a keresztcsípőcsonti ízület (articulatio sacroiliaca), amely ezzel komolyan hozzájárul a medenceöv stabilitásához, és a testsúlynak az alsó végtagokra történő átadásához. Ezek a ízületek is hozzájárulnak azon képződmények rugalmasabbá tételéhez, valamint statikai stabilitásához, amelyek alkotásában részt vesznek.

### Egytengelyű ízületek
Az egytengelyű ízületeknek két alaptípusa van a forgóízület (articulatio trochoidea) és a csuklóízület (nem tévesztendő össze a kézcsuklóval!) (gynglimus). Az előbbinél a forgástengely a csont hossztengelyével esik egybe (articulati trorochoidea) a forgás tengelye (közel) megegyezik az ízület tengelyével, ilyen az (articulatio atlantoaxialis), valamint az (articulati radiolnaris proximalis) és (distalis). A gynglimus tengelye az ízesülő csontok tengelyére merőleges. (A legtisztább formáikat az ujjpercek közötti (interphalangealis)ízületek jelentik.

Egy ízület sémás ábrája.

### Kéttengelyű ízületek
Ide kétféle ízület sorolható. A tojásízület (ellipszoid ízület) és a nyeregízület (articulatio sellaris). A tojásízület felszínei forgási ellipszoidhoz hasonlóak. Két forgástengelyük – (egy rövidebb és egy hosszabb) – mentén képesek elmozdulni. Típusos példája orsócsont és a kéztőcsontok közötti ízület (articulatio radiocarpea), amelyben hajlítás és feszítés, valamint közelítés és távolítás (pontosabban ulnáris és radiális abdukció) lehetséges. Sajátos és egyedülálló az emberi szervezetben a hüvelykujj alapízülete (aticulatio carpometacarpea pollicis). Elvileg kéttengelyű ízület (articulatio sellaris), amelynek alapmozgásai a hajlítás és feszítés (flexio-extensio), közelítés és távolítás (adductio-abductio), a tenyérrel és a többi ujjal szembehelyezés és újra a tenyér síkjába hozás (oppositio-repositio). Ez utóbbi tulajdonság adja az anatómiai alapját az emberi kéz ügyességének és sokrétű funkcióinak. (Hozzá tartozik az ízület sajátosságaihoz, hogy laza ízületi tokjából, valamint gazdag, sokrétű izomzatából következően lényegében szabad ízületként működik.)

### Gömbízületek, soktengelyű ízületek
A gömbízület esetén az ízület fej gömbfelszín részlete, az ízületi árok pedig annak benyomata. A gömbízületek (articulatio spheroidea) geometriájukból adódóan igen sokrétű mozgásra képesek,  lényegében valamennyi tengely kombinációjával. Ezért is nevezik szabad ízületnek. Az emberi testben, (alaki tulajdonságaik alapján), két szabad ízületpár van. Az egyik a felső végtag alapízülete, a vállízület (articulatio humeri), a másik az alsó végtag alapízülete, a csípőízület (articulatio coxae). Bár mindkét ízületpár azonos kategóriába tartozik, a terhelés és a funkció jelentős eltérésekhez vezet. Míg a vállízület a felső végtag szabad mozgásait biztosítja, és ennek megfelelően anatómiai felépítése is a lazaságot és mozgékonyságot és a viszonylag kisebb terhelhetőséget adja, a csípőízület szerepe a test súlyának viselése és stabilitásának biztosítása. Utóbbinál ez az anatómiai felépítésben is kifejezésre jut. Sokkal stabilabb felépítésű, mind az ízületi fej és az ízületi árok arányait, mind szalagkészülékét és egyéb erősítő képződményeit tekintve. (Ebből adódik, hogy míg a vállízület ficama viszonylag gyakori, a csípőízület ficam szinte nem is fordul elő, mert az erőbehatások hamarabb képesek a combcsont nyakának, vagy a combcsontnak a törését okozni, mint a csípőízületet kificamítani. A ficam az állapot, amikor túlzott erőbehatás következtében az ízületi fej elhagyja az ízületi árkot, és ebben a helyzetében külső beavatkozás nélkül tartósan megmarad.)

## Lásd még
- Emberi test
- Csont
- Az emberi csontok listája
- Ízület